# Ferraria foliosa
Ferraria foliosa är en irisväxtart som beskrevs av Gwendoline Joyce Lewis. Ferraria foliosa ingår i släktet Ferraria och familjen irisväxter. Inga underarter finns listade i Catalogue of Life.